# Fame Is a Gun
«Fame Is a Gun» — песня американской певицы Эддисон Рэй, выпущенная 30 мая 2025 года на лейбле Columbia Records в качестве пятого сингла дебютного студийного альбома Addison. Песня в стиле R&B и трип-хоп с влиянием нью-джек-свинга рассказывает о том, как музыка спасает её от трудностей в личной жизни. Песня получила высокую оценку критиков, продолжив тенденцию Рэй получать положительные отзывы о своей новой музыке.

## Предыстория
«Fame Is a Gun» — пятый сингл из дебютного студийного альбома Рэй Addison. До выхода альбома, запланированного на 6 июня, Рэй выпустила четыре сингла: «Diet Pepsi», «Aquamarine», «High Fashion» и «Headphones On». Альбом следует за её дебютным мини-альбомом AR, выпущенным в августе 2023 года. В интервью Elle Рэй описала альбом как интроспективный и оптимистичный, отметив, что тексты песен сыграли центральную роль в формировании его звучания. Она также подчеркнула совместный характер проекта, разработанного вместе с продюсерами Лукой Клозером и Эльвирой Андерфьярд. Она добавила: «Я всегда знала, что хочу быть знаменитой, быть кинозвездой, быть певицей — просто быть артисткой. Это всегда было тем, чего я хотела — гламур и мода». Обложка песни — фотография Рэй, позирующей в детстве в очках в помещении, причём The Face отмечает, что она «соответствует посылу сингла: Эддисон — и всегда была — полна решимости стать звездой».

## Композиция
«Fame Is a Gun» — танцевальная и синти-поп песня продолжительностью три минуты и три секунды, спродюсированная Андерфьярдом и Клозером, которые выступили соавторами Рэй. В тексте песни Рэй обращается к своей связи со славой, сравнивая её с огнестрельным оружием и борясь со своим неприкрытым желанием быть знаменитой. Джессика Инман из UPI считает, что текст песни является отсылкой к песне Шейлы И. «The Glamorous Life».

## Отзывы
Эмбер Чоу из Hypebae выразила мнение, что песня «отражает призраки прошлого альтернативного поп-рока — намёки на старую школу Граймс, раннюю Marina and the Diamonds, пик Бритни Списрс и щепотку театрального флёра эпохи Гаги», оценив её как «хаотичную, обдуманную и в то же время чрезвычайно целостную». Милли Данн-Кристенсен из Notion описала её как использование фирменной формулы Рэй: «запоминающиеся припевы, танцевальные ритмы и интроспективные тексты, трек исследует взлёты и падения жизни в центре внимания». Аарон Уильямс из Uproxx написал о треке: «Хотя вы, возможно, и не думали, что она станет такой выдающейся поп-исполнительницей, у неё определённо есть талант к созданию запоминающихся мелодий и припевов, которые можно повторять бесконечно». Шаад Д’Суза из Paper назвал его «ещё одним безупречным синглом» от Рэй, в котором «чувствуются оттенки Goldfrapp и Eurythmics, но его многословные, слегка глупые тексты — это чистый Аддисон». Габриэль Саулог из Billboard Philippines сказал, что трек демонстрирует «синтезаторную поп-чувствительность Рэй, даже черпающую вдохновение из призматических поп-звуков начала 2010-х», и «является ещё одним примером постоянно развивающейся музыкальной палитры Рэй, добавляя разнообразие к тому, чего фанаты и слушатели могут ожидать от грядущего альбома» . Дэви Рид из The Face сравнил её с ремиксом на песню Charli XCX «Von Dutch», проанализировав, представляет ли эта песня «Эддисон, буквально кричащую на троллей, которые яростно печатают из подвала своего отца, она теперь находится в том положении, когда может просто отмахнуться от критики, поющую под блаженный синтезаторный поп, который подходит в качестве саундтрека к поездке по Сансет-бульвару», и заключил: «Это ещё один хит. На данный момент почти жалко её хейтеров».
Мария Шерман из Ассошиэйтед Пресс назвала эту песню «легким претендентом на звание „песни лета“», «солнечными очками в клубе» с синтетическими вокальными текстурами и незамысловатым припевом".

## Музыкальное видео
Музыкальное видео на песню «Fame Is a Gun» снял Шон Прайс Уильямс, который ранее работал с Рэй над клипами «Diet Pepsi» и «Aquamarine». Видео отличается зернистым визуальным стилем, напоминающим «Дэвида Линча и Грега Араки». Сюрреалистические образы показывают Рэй в образе гламурной женщины в блонд парике, розовом тренчкоте и больших тёмных очках, которая устраивает официальный ужин, а также постороннего наблюдателя, смотрящего на сцену сверху. В конце концов, посторонняя наблюдательница врывается на вечеринку и вступает в борьбу со своим гламурным «я», которая заканчивается танцевальным номером. Дейзи Мальдонадо из Harper’s Bazaar расценила это как изображение Рэй, противостоящей «своему стремлению к славе и погоне за поп-звёздностью».

## Живые выступления
Рей впервые исполнила песню на родственных площадках The Box в Нью-Йорке и Лондоне во время специальных живых выступлений, посвященных выпуску ее дебютного альбома 5 и 10 июня 2025 года соответственно.

## Чарты
| Чарт (2025)                           | Высшая позиция |
| ------------------------------------- | -------------- |
| Австралия New Music Singles (ARIA)    | 20             |
| Австралия (ARIA)                      | 91             |
| Канада (Billboard Canadian Hot 100)   | 59             |
| Мир (Billboard Global 200)            | 61             |
| Ирландия (IRMA)                       | 16             |
| Нидерланды (Single Tip)               | 7              |
| Новая Зеландия (RMNZ)                 | 24             |
| Норвегия (IFPI Norge)                 | 87             |
| Швеция Heatseeker (Sverigetopplistan) | 15             |
| Великобритания (OCC UK Singles)       | 23             |
| США (Billboard Hot 100)               | 73             |
| США (Billboard Hot Dance/Pop Songs)   | 3              |